# Gloria Holden
Gloria Anna Holden (ur. 5 września 1903, zm. 22 marca 1991) – amerykańska aktorka teatralna i filmowa pochodzenia brytyjskiego.

## Życiorys
Urodziła się w 1903 roku w Londynie. Jako dziecko przeniosła się do USA. Po skończeniu szkoły w Wayne, studiowała na American Academy of Dramatic Arts w Nowym Jorku. Od 1931 roku zaczęła grywać na deskach teatrów na Broadwayu. Początkowo grywała małe role w sztukach teatralnych, takich jak The Royal Family. W sztuce Children of Darkness była dublerką aktorki Mary Ellis. Miała też niewielką rolę w sztucę The Ferguson Family. Sukcesem była jej rola w sztuce As Husbands Go grana w teatrze John Golden Theatre w czerwcu 1931 roku. W sierpniu 1932 roku pojawiła się w sztuce Manhattan Melody granej w teatrze Longacre Theatre.
Jako aktorka filmowa zadebiutowała w 1934 roku. Najbardziej znana jest z roli hrabiny Maryi Zaleska w filmie Córka Draculi (1936) oraz z roli Alexandrine Zoli w filmie Życie Emila Zoli (1937).

## Filmografia wybrana
- 1936: Córka Draculi (Dracula’s Daughter) jako hrabina Marya Zaleska
- 1936: Żona czy sekretarka (Wife vs. Secretary) jako Joan Carstairs
- 1937: Życie Emila Zoli (The Life of Emile Zola) jako Alexandrine Zola
- 1938: Brawura (Test Pilot) jako panna May Benson
- 1938: Szkoła dla dziewcząt (Girls' School) jako panna Laurel
- 1942: Za wschodzącym słońcem (Behind the Rising Sun) jako Sara Braden
- 1947: Handlarze (The Hucksters) jako pani Kimberly
- 1952: Has Anybody Seen My Gal?  jako Clarissa Pennock
- 1958: Ciotka Mame (Auntie Mame) jako gość na przyjęciu (niewymieniona w czołówce)